# All That I'm Allowed (I'm Thankful)
All That I'm Allowed (I'm Thankful) è un brano composto ed interpretato dall'artista britannico Elton John. Il testo è di Bernie Taupin.

## Il brano
Proveniente dall'album del 2004 Peachtree Road (ne costituisce l'ottava traccia), si caratterizza come un brano dalle chiare sonorità acustiche, ispirate alle ballate pianistiche degli anni settanta (il disco di provenienza segue infatti lo stile di Songs from the West Coast). Elton è presente al pianoforte, ed è accompagnato dalla sua Elton John Band, formata da Davey Johnstone (chitarre elettrica, acustica e sitar), Nigel Olsson (batteria), Guy Babylon (programmazione e direzione dell'arrangiamento, organo hammond, rhodes), Bob Birch (basso) e
John Mahon (percussioni). Inoltre, si cimentano ai cori Adam McNight, Charles Bullock, Terrence Davis e Mark Ford. Il titolo del testo di Bernie significa letteralmente Tutto ciò che mi è permesso (sono riconoscente).
All That I'm Allowed (I'm Thankful) è stato il primo brano dell'album di provenienza ad essere pubblicato come singolo; ha conseguito una numero 20 UK e una numero 24 nella classifica statunitense della musica Adult contemporary.